# ギジム・セルマーニ
ギジム・セルマーニ（Gzim Selmani、1994年6月16日 - ）は、オランダの総合格闘家であり、プロレスラー。北ホラント州ハウゼン出身のアルバニア系オランダ人。
兄であるエグゾン・セルマーニも総合格闘家である。

## 来歴
幼少期、4歳時より柔道を始め、12歳からキックボクシング、15歳になり総合格闘技を始める。

### 総合格闘技
兄であるエグゾンと共にオランダの名門ジムであるゴールデン・グローリーに入門し、トレーニングを開始。
2012年、Shaolin RyuやShooto Hollandといったアマチュアイベントに出場して連勝を飾る。
2012年11月24日、Klash Champions Battlefield - Road to Gloryにてプロ格闘家として初デビューを果たす。アナトーリ・チウマクと対戦して殴り合いを展開。2R終了後、チウマクが疲労によるダメージを理由にギブアップを宣言。プロ初勝利を飾った。
2013年11月9日、Bosnia Fight Championship 1にてマリオ・ミロサヴリェビッチと対戦。試合開始と同時にラッシュを仕掛けると体格差を生かして上からミロサヴリェビッチの首を捕らえ、ギロチンチョークを決めて持ち上げるとコーナーへ押し込んで一気に締め上げ勝利。
2013年12月13日、Final Fight Championship 10にてトマシュ・シモニッチと対戦。試合開始と同時にパンチの連打から足を抱えてテイクダウンに成功。ロープ際で膠着し、リング中央に戻されて試合を再開すると速攻で肩固めを仕掛け勝利。
2014年4月5日、BAMMA 15にて後にIGFで活躍するオリィ・トンプソンと対戦。試合を開始して金網側まで詰めると飛び膝蹴りを決め、怯んだトンプソンの首を捕らえるとギロチンチョークを極めてわずか18秒で秒殺勝利を飾った。
2014年10月24日、Bellator 130にてダニエル・ガレモアと対戦。2Rにパンチの連打を浴びて敗戦。

### プロレス

#### NXT
2015年5月、アメリカ合衆国のプロレス団体であるWWEとディベロップメント契約を交わし入団。育成施設であるWWEパフォーマンスセンターにてトレーニングを開始。10月29日、WWEの傘下団体であるNXTのNXT Liveにてサニー・ディンサ、ラブプリート・サンガと共に登場し、セグメントを行った。
2016年1月30日、NXT Liveにてジョシュ・ウッズを相手にデビューマッチを行う。最後に丸め込まれると3カウントを奪われ敗戦した。2月、サニー・ディンサとオーサーズ・オブ・ペイン（The Authors of Pain）なるタッグチームを結成。同月12日、NXT Liveにてディンサと組んでハイプ・ブロズ（ザック・ライダー & モジョ・ローリー）と対戦するが敗戦。
6月8日、NXT Takeover The Endにてザ・リバイバル（ダッシュ・ワイルダー & スコット・ドーソン） vs アメリカン・アルファ（チャド・ゲイブル & ジェイソン・ジョーダン）のNXTタッグ王座戦の試合後、敗戦したアメリカン・アルファに対してディンサと共に乱入して襲撃。バックステージよりポール・エラリングが現れると観客からの "Who are you?" チャントが起こる中で3人で悠然と並び立ちアピールして見せた。8月24日、NXTにてリングネームをレーザー（Rezar）に変更。TM61（シェイン・ソーン & ニック・ミラー）と対戦。最後に合体技を決めて勝利した。10月5日、NXTにて開始したダスティ・ローデス・タッグトーナメント・クラシックに出場。順当に勝ち進み、11月19日、Takeover Torontoにて決勝でTM61と対戦。エラリングが介入しないようにケージボックスに入れられ空中へと吊らされ試合を開始すると場外での攻防へと展開。TM61の合体技に苦しむが最後にアカムがシェイン・ソーンにスパイン・バスターで倒し、ラスト・チャプターへと繋げて勝利。優勝を飾った。
2017年1月28日、Takeover San AntonioにてNXT王座を保持する#DIY（ジョニー・ガルガノ & トマソ・チャンパ）に挑戦。関節技と合体技を駆使する#DIYに苦戦し、終盤にはアカムはチャンパのアームバー、自身はガルガノのガルガノ・エスケープを極められ窮地に陥るが、ガルガノを無理やり持ち上げるとチャンパに落とし難を逃れる。最後にチャンパにラスト・チャプターを決めて勝利。ベルトを奪取した。

#### WWE
2018年4月9日、WWE・RAWにてオーサーズ・オブ・ペインとして昇格。スレイター & ライノ（ヒース・スレイター & ライノ）と対戦。試合開始直後にスレイターを攻めると最後にラスト・チャプターを決めて秒殺勝利。試合後、共に引き上げようとしたエラリングを制止すると二人で勝ち名乗りを上げた。11月5日、RAWにてWWE・ロウ・タッグ王者であるセス・ロリンズがパートナーであるディーン・アンブローズとタッグを解消した事になり、代理GMであるバロン・コービンよりハンディキャップマッチでの王座戦の相手として指名を受け挑戦。抗うロリンズに対して終盤にパワーボムを決めると最後に合体式となるネックブリーカーとシットアウト・パワーボムへと繋げて勝利。ベルトを奪取した。
2024年4月、レッスルマニア40ではカリオン・クロス、エイカムと組み、ボビー・ラシュリー、アンジェロ・ドーキンス、モンテス・フォードらと対戦するも、敗れている。

## その他
- 総合格闘家として活動していた時代は試合前の入場にてサラートを行っていた。

## 戦績
| 総合格闘技 戦績 | 総合格闘技 戦績 | 総合格闘技 戦績 | 総合格闘技 戦績 | 総合格闘技 戦績 | 総合格闘技 戦績 | 総合格闘技 戦績 |
| --------------- | --------------- | --------------- | --------------- | --------------- | --------------- | --------------- |
| 6 試合          | (T)KO           | 一本            | 判定            | その他          | 引き分け        | 無効試合        |
| 4 勝            | 1               | 3               | 0               | 0               | 0               | 0               |
| 2 敗            | 2               | 0               | 0               | 0               | 0               | 0               |

| 勝敗 | 対戦相手                   | 試合結果                   | 大会名                                      | 開催年月日     |
| ×    | ダニエル・ガレモア         | 2R 4:33 TKO（パンチ連打）  | Bellator 130                                | 2014年10月24日 |
| ○    | オリィ・トンプソン         | 1R 0:18 ギロチンチョーク   | BAMMA 15 - Thompson vs. Selmani             | 2014年4月5日   |
| ○    | トマシュ・シモニッチ       | 1R 1:54 肩固め             | Final Fight Championship 10                 | 2013年12月13日 |
| ○    | マリオ・ミロサヴリェビッチ | 1R 0:35 ギロチンチョーク   | Bosnia Fight Championship 1                 | 2013年11月9日  |
| ×    | アンティ・デリヤ           | 1R 3:09 TKO（パンチ連打）  | Final Fight Championship 5                  | 2013年5月24日  |
| ○    | アナトーリ・チウマク       | 2R 5:00 ギブアップ（疲労） | Klash Champions Battlefield - Road to Glory | 2012年11月24日 |

## 得意技

### フィニッシュ・ホールド
チョークスラム
パワーボム

### 投げ技
スパイン・バスター
フォール・アウェイ・スラム
ブロック・バスター。アバランシュ・プレスのように相手を横抱きにして、そのまま後ろに反り投げる。

### 打撃技
ボディ・アバランシュ
ラリアット
ビックブーツ
パウンド
ニーリフト

### 合体技
ラスト・チャプター
アカムとの合体技。アカムがロシアン・レッグ・スウィープの体勢になると、自身が対角線上からロープの反動をつけてランニング・クローズラインを相手に決めると同時にアカムが後ろへ倒れこむ。
スーパー・コライダー
アカムとの合体技。相手をパワーボムの体勢で担ぎ上げた状態から同様の体勢となったアカムと相手タッグ両者の背中を打ちつけマットに叩きつける。
ネックブリーカー & シットダウン・パワーボム
アカムとの合体技。アカムがブレーンバスターの体勢で相手の体を抱え上げ、両足を自身の肩に着地させると同時に決める。

## 獲得タイトル
WWE
- WWE・ロウ・タッグ王座 : 1回

w / アカム
- NXTタッグチーム王座 : 1回

w / アカム
- ダスティ・ローデス・タッグクラシック : 2016年

w / アカム